# متحف إسكتلندا ستريت سكول

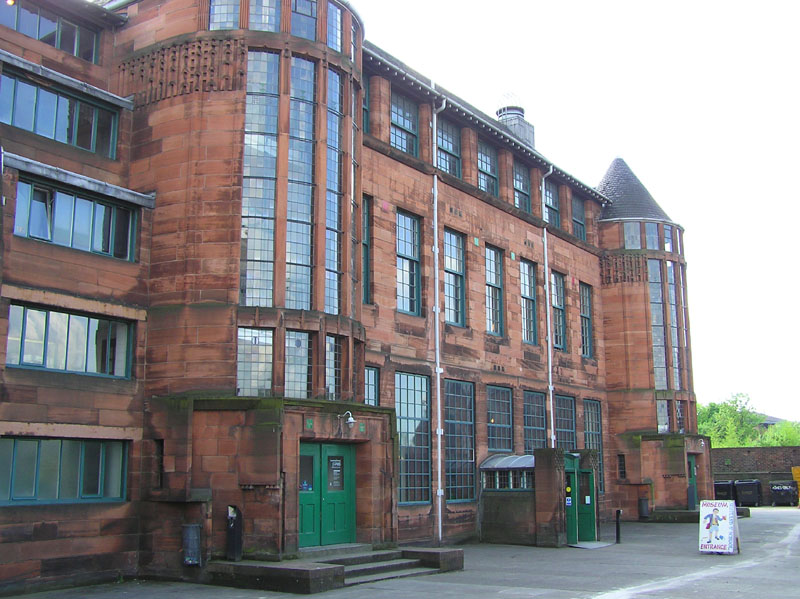
مدرسة تشارلز ماكنتوش اسكتلندا ستريت في غلاسكو

متحف اسكتلندا ستريت سكول هو متحف للتعليم المدرسي في غلاسكو بإسكتلندا، في منطقة كينغستون. يقع في مدرسة سابقة صممها تشارلز ريني ماكينتوش بين عامي 1903 و 1906، ويعد المبنى أحد أهم المعالم المعمارية في غلاسكو، ويقع بجوار محطة مترو أنفاق شيلدز رود.

## تاريخ
أسس ماكنتوش تصميم المدرسة على قلعة رولان في أيرشاير وقصر فوكلاند. يتميز المبنى بزوج من سلالم برجية ذات نوافذ على الطراز الباروني الإسكتلندي وقاعة حفر مبلطة. تعد المدرسة مثالا مهما على الطراز الحديث (أسلوب فن الآرت نوفو البريطاني). أثناء تشييد المبنى، تشاجر ماكنتوش كثيرا مع مجلس إدارة المدرسة حول التصميم (أراد المجلس تصميما أقل تكلفة)، وبلغت التكلفة الإجمالية للمبنى 34,291£ جنيها استرلينيا (£: جنيه استرليني)، وهو مايزيد عن الميزانية. تم تصميم المدرسة لتسجيل 1250طالبا. ومع ذلك، بحلول سبعينيات القرن الماضي، كانت المنطقة تعاني من تدهور حضري، وانخفض معدل الالتحاق بالمدرسة إلى أقل من 100 طالب. أغلقت المدرسة في عام 1979.
تشمل الأنشطة والمعارض في المتحف فرصة للمشاركة في فصل دراسي في العصر الفكتوري، حيث يلعب الممثلون العاملون دور المعلمين الذين يفرضون انضباطا صارما.
المدرسة موضوع فيلم وثائقي 2018 لمارجريت مور، تذكر مدرسة اسكتلندا ستريت .

## روابط خارجية
- متاحف جلاسكو مدرسة اسكتلندا ستريت
- مدرسة اسكتلندا ستريت - دليل مصور